# Danh sách bài hát viết bởi Walter Afanasieff
Dưới đây là một danh sách theo thứ tự bảng chữ cái các bài hát được viết hoặc đồng viết bởi Walter Afanasieff.
| Bài hát phát hành thành đĩa đơn | Chỉ bài hát phát hành thành đĩa đơn |

| Tựa đề                                    | Nghệ sĩ                                       | Đồng viết                                                                  | Album mẹ                                        | Năm         | Ref. |
| ----------------------------------------- | --------------------------------------------- | -------------------------------------------------------------------------- | ----------------------------------------------- | ----------- | ---- |
| “Affirmation”                             | Savage Garden                                 | Darren Hayes Daniel Jones                                                  | Affirmation                                     | 1999        |      |
| “After Hours”                             | Kenny G                                       | Kenny G                                                                    | Heart and Soul                                  | 2010        |      |
| “All I Want for Christmas Is You”         | Mariah Carey                                  | Mariah Carey                                                               | Merry Christmas                                 | 1994        |      |
| “Always in Love”                          | Trey Lorenz                                   | Trey Lorenz Mariah Carey                                                   | Trey Lorenz                                     | 1992        |      |
| “Am I The Only One”                       | Marc Anthony                                  | Marc Anthony                                                               | Marc Anthony                                    | 1999        |      |
| “And You Don't Remember”                  | Mariah Carey                                  | Mariah Carey                                                               | Emotions                                        | 1991        |      |
| “The Animal Song”                         | Savage Garden                                 | Darren Hayes Daniel Jones                                                  | Affirmation                                     | 1999        |      |
| “Anytime You Need a Friend”               | Mariah Carey                                  | Mariah Carey                                                               | Music Box                                       | 1993        |      |
| “April Rain”                              | Kenny G                                       | Kenny G                                                                    | Brazilian Nights                                | 2015        |      |
| “Believe”                                 | Jonathan Miller                               |                                                                            | So Much Stronger                                | 2012        |      |
| “Be My Lady (你是我的女人)”               | Andy Lau và Kenny G                           | Andy Lau Preston Lee Kenny G T.K. Chan                                     | Be My Lady (你是我的女人) / Stupid Kid (笨小孩) | 1998        |      |
| “The Best Thing”                          | Savage Garden                                 | Darren Hayes Daniel Jones                                                  | Affirmation                                     | 1999        |      |
| “Bossa Réal”                              | Kenny G                                       | Kenny G                                                                    | Brazilian Nights                                | 2015        |      |
| “Brasilia”                                | Kenny G                                       | Kenny G                                                                    | Rhythm & Romance                                | 2008        |      |
| “Brazil”                                  | Kenny G                                       | Kenny G                                                                    | Paradise                                        | 2002        |      |
| “Brazilian Nights”                        | Kenny G                                       | Kenny G                                                                    | Brazilian Nights                                | 2015        |      |
| “Broken Vow”                              | Lara Fabian                                   | Lara Fabian                                                                | Lara Fabian                                     | 1999        |      |
| “Brown Eyes”                              | Destiny's Child                               | Beyoncé Knowles                                                            | Survivor                                        | 2000        |      |
| “Bu Bossa”                                | Kenny G                                       | Kenny G                                                                    | Brazilian Nights                                | 2015        |      |
| “Butterfly”                               | Mariah Carey                                  | Mariah Carey                                                               | Butterfly                                       | 1997        |      |
| “Chained to You”                          | Savage Garden                                 | Darren Hayes Daniel Jones                                                  | Affirmation                                     | 1999        |      |
| “Can't Let Go”                            | Mariah Carey                                  | Mariah Carey                                                               | Emotions                                        | 1991        |      |
| “Can You Stop the Rain”                   | Peabo Bryson                                  | John Bettis                                                                | Can You Stop the Rain                           | 1991        |      |
| “The Center of My Heart”                  | Michael Bolton                                | Michael Bolton Billy Mann                                                  | Only A Woman Like You                           | 2002        |      |
| “The Champion's Theme”                    | Kenny G                                       | Kenny G                                                                    | The Moment                                      | 1996        |      |
| “The Chanukah Song”                       | Kenny G                                       | Kenny G                                                                    | Miracles: The Holiday Album                     | 1994        |      |
| “Close My Eyes”                           | Mariah Carey                                  | Mariah Carey                                                               | Butterfly                                       | 1997        |      |
| “Copa De Amor“                            | Kenny G                                       | Kenny G                                                                    | Rhythm & Romance                                | 2008        |      |
| “Cracks of My Broken Heart”               | Eric Benét                                    | Eric Benét Tim Blixseth Jonathan Clark                                     | Hurricane                                       | 2005        |      |
| “Crash and Burn”                          | Savage Garden                                 | Darren Hayes Daniel Jones                                                  | Affirmation                                     | 1999        |      |
| “Dance the Night Away”                    | Lionel Richie                                 | Lionel Richie                                                              | Renaissance                                     | 2000        |      |
| “Dancing in the Rain”                     | Robi Rosa                                     | Billy Mann Robi Rosa                                                       | Mad Love                                        | 2004        |      |
| “Dazzling Girl”                           | Shinee                                        | Drew Ryan Scott Rob. A! Justin Trugman Jaakko Manninen Rx                  | Boys Meet U                                     | 2013        |      |
| “December Prayer”                         | Yvonne Catterfeld                             | Charlie Midnight Idina Menzel                                              | Blau im Blau                                    | 2010        |      |
| “Déjà Vu”                                 | Kenny G                                       | Kenny G                                                                    | Heart and Soul                                  | 2010        |      |
| “Dirty”                                   | Darren Hayes                                  | Darren Hayes                                                               | Spin                                            | 2002        |      |
| “Do You Think of Me”                      | Mariah Carey                                  | Mariah Carey Mark C. Rooney Mark Morales                                   | Mặt B của "Dreamlover"                          | 1993        |      |
| “Don't Let Me Leave”                      | Marc Anthony                                  | Marc Anthony                                                               | Marc Anthony                                    | 1999        |      |
| “Don't Make Me Wait for Love”             | Kenny G                                       | Preston Glass Narada Michael Walden                                        | Duotones                                        | 1986        |      |
| “Encore”                                  | Kenny G                                       | Kenny G                                                                    | Heart and Soul                                  | 2010        |      |
| “Eres La Luz”                             | Santana                                       | Carlos Santana Karl Perazzo Andy Vargas                                    | Shape Shifter                                   | 2012        |      |
| “Es Hora De Decir”                        | Kenny G (hợp tác với Camila)                  | Claudia Brant                                                              | Rhythm & Romance                                | 2008        |      |
| “Eternal Light (A Chanukah Song)”         | Kenny G                                       | Kenny G                                                                    | Faith: A Holiday Album                          | 1999        |      |
| “Everything Fades Away”                   | Mariah Carey                                  | Mariah Carey                                                               | Music Box                                       | 1993        |      |
| “Fall Again”                              | Kenny G                                       | Robin Thicke                                                               | Heart and Soul                                  | 2010        |      |
| “Falling in the Moonlight”                | Kenny G                                       | Kenny G                                                                    | Paradise                                        | 2002        |      |
| “Fiesta Loca“                             | Kenny G                                       | Kenny G                                                                    | Rhythm & Romance                                | 2008        |      |
| “Fly Away (Butterfly Reprise)”            | Mariah Carey                                  | Mariah Carey                                                               | Butterfly                                       | 1997        |      |
| “Forever”                                 | Mariah Carey                                  | Mariah Carey                                                               | Daydream                                        | 1995        |      |
| “Forgive and Forget”                      | Sam Bailey                                    | Steve Dorff Lindsay Vinarsky Kim Viera                                     | Sing My Heart Out                               | 2016        |      |
| “Forgiveness”                             | Clarence Clemons                              | Clarence Clemons Narada Michael Walden                                     | A Night with Mr. C                              | 1989        |      |
| “Fourth of July”                          | Mariah Carey                                  | Mariah Carey                                                               | Butterfly                                       | 1997        |      |
| “G-Bop”                                   | Kenny G                                       | Dan Shea Kenny G                                                           | Breathless                                      | 1992        |      |
| “G-Walkin'”                               | Kenny G                                       | Kenny G                                                                    | Heart and Soul                                  | 2010        |      |
| “Getaway”                                 | Richard Marx                                  | Richard Marx                                                               | Beautiful Goodbye                               | 2014        |      |
| “Gettin' on the Step”                     | Kenny G                                       | Kenny G                                                                    | The Moment                                      | 1996        |      |
| “Gira Con Me”                             | Josh Groban                                   | Lucio Quarantotto David Foster                                             | Josh Groban                                     | 2001        |      |
| “Gone with the Wind”                      | Vanessa Hudgens                               | Maimouna Youseff Kara DioGuardi Emanuel Kiriakou Zukhan Bey Brandon Howard | Identified                                      | 2008        |      |
| “Good Enough”                             | Darren Hayes                                  | Darren Hayes                                                               | Spin                                            | 2002        |      |
| “Gunning Down Romance”                    | Savage Garden                                 | Darren Hayes Daniel Jones                                                  | Affirmation                                     | 1999        |      |
| “Harmony”                                 | Kenny G                                       | Kenny G                                                                    | Paradise                                        | 2002        |      |
| “Havana”                                  | Kenny G                                       | Kenny G                                                                    | The Moment                                      | 1996        |      |
| “Heart and Soul”                          | Kenny G                                       | Kenny G                                                                    | Heart and Soul                                  | 2010        |      |
| “Heart Attack”                            | Darren Hayes                                  | Darren Hayes                                                               | Spin                                            | 2002        |      |
| “The Heart Wants What It Wants”           | Darren Hayes                                  | Darren Hayes                                                               | Spin                                            | 2002        |      |
| “Here I Am”                               | Leona Lewis                                   | Brett James Leona Lewis                                                    | Spirit                                          | 2007        |      |
| “Hero”                                    | Mariah Carey                                  | Mariah Carey                                                               | Music Box                                       | 1993        |      |
| “Héroe”                                   | Mariah Carey                                  | Mariah Carey                                                               | Music Box                                       | 1993        |      |
| “Hold Me”                                 | Savage Garden                                 | Darren Hayes Daniel Jones                                                  | Affirmation                                     | 1999        |      |
| "Home on Christmas Day"                   | Kristin Chenoweth                             | Jay Landers                                                                | A Lovely Way to Spend Christmas                 | 2008        |      |
| “I Always Cry At Christmas”               | Richard Page (hợp tác với Walter Afanasieff)  | Richard Page                                                               | Không phát hành album                           | 2008        |      |
| “I Am Free”                               | Mariah Carey                                  | Mariah Carey                                                               | Daydream'                                       | 1995        |      |
| “I Can't Take This Anymore”               | Paul Anka                                     | Paul Anka Kathy Stone                                                      | A Body of Work                                  | 1998        |      |
| “I Don't Know You Anymore”                | Savage Garden                                 | Darren Hayes Daniel Jones                                                  | Affirmation                                     | 1999        |      |
| “I Knew I Loved You”                      | Savage Garden                                 | Darren Hayes Daniel Jones                                                  | Affirmation                                     | 1999        |      |
| “I See You”                               | Mika                                          | Mika                                                                       | The Boy Who Knew Too Much                       | 2009        |      |
| “If You Could See Me Now”                 | Celine Dion                                   | John Bettis                                                                | Celine Dion                                     | 1992        |      |
| “If You Go Away”                          | New Kids on the Block                         | John Bettis Trey Lorenz                                                    | H.I.T.S. / Face the Music                       | 1991 / 1994 |      |
| “Innocence”                               | Kenny G                                       | Kenny G                                                                    | The Moment                                      | 1996        |      |
| “Insatiable”                              | Darren Hayes                                  | Darren Hayes                                                               | Spin                                            | 2002        |      |
| “Io Ci Sarò”                              | Andrea Bocelli (hợp tác với Lang Lang)        | Andrea Bocelli David Foster Eugenio Finardi                                | Vivere: Live in Tuscany                         | 2008        |      |
| “Jesus Born on This Day”                  | Mariah Carey                                  | Mariah Carey                                                               | Merry Christmas                                 | 1994        |      |
| “Just One Dream”                          | Heather Headley                               | John Bettis                                                                | This Is Who I Am                                | 2002        |      |
| “Just to Hold You Once Again”             | Mariah Carey                                  | Mariah Carey                                                               | Music Box                                       | 1993        |      |
| “L'Ora Dell'Addio”                        | Josh Groban                                   | Josh Groban Marco Marinangeli                                              | Illuminations                                   | 2010        |      |
| “Lead the Way”                            | Mariah Carey                                  | Mariah Carey                                                               | Glitter                                         | 2001        |      |
| “Letters from Home”                       | Kenny G                                       | Kenny G                                                                    | Heart and Soul                                  | 2010        |      |
| “Liberty”                                 | Carly Paoli                                   | —                                                                          | Live At Cadogan Hall                            | 2018        |      |
| “Licence to Kill”                         | Michael Kamen (hợp tác với Gladys Knight)     | John Barry Jeffrey Cohen Narada Michael Walden                             | Licence to Kill OST                             | 1989        |      |
| “Looking In”                              | Mariah Carey                                  | Mariah Carey                                                               | Daydream                                        | 1995        |      |
| “Love Between Me And You”                 | Puff Johnson                                  | Puff Johnson                                                               | Miracle                                         | 1996        |      |
| “Love With My Eyes Closed”                | Michael Bolton                                | Michael Bolton Billy Mann                                                  | Only A Woman Like You                           | 2002        |      |
| “The Lover After Me”                      | Savage Garden                                 | Darren Hayes Daniel Jones                                                  | Affirmation                                     | 1999        |      |
| “Mad Love”                                | Robi Rosa                                     | Billy Mann Robi Rosa                                                       | Mad Love                                        | 2004        |      |
| “Malibu Dreams”                           | Kenny G                                       | Kenny G                                                                    | Paradise                                        | 2002        |      |
| “Macumba in Budapest”                     | Santana                                       | Carlos Santana                                                             | Shape Shifter                                   | 2012        |      |
| “Midnight Magic”                          | Kenny G                                       | Kenny G                                                                    | Paradise                                        | 2002        |      |
| “Mirame Bailar”                           | Kenny G (hợp tác với Barbara Muñoz)           | Claudia Brant                                                              | Rhythm & Romance                                | 2008        |      |
| “Miss You Most (At Christmas Time)”       | Mariah Carey                                  | Mariah Carey                                                               | Merry Christmas                                 | 1994        |      |
| “Miracles”                                | Kenny G                                       | Kenny G                                                                    | Miracles: The Holiday Album                     | 1994        |      |
| “Missing You Now”                         | Michael Bolton (hợp tác với Kenny G           | Michael Bolton Diane Warren                                                | Time, Love & Tenderness                         | 1991        |      |
| “Moonlight”                               | Kenny G                                       | Kenny G                                                                    | The Moment                                      | 1996        |      |
| “Morning”                                 | Kenny G                                       | Kenny G                                                                    | Breathless                                      | 1992        |      |
| “Music Box”                               | Mariah Carey                                  | Mariah Carey                                                               | Music Box                                       | 1993        |      |
| “My All”                                  | Mariah Carey                                  | Mariah Carey                                                               | Butterfly                                       | 1997        |      |
| “My Baby You”                             | Marc Anthony                                  | Marc Anthony                                                               | Marc Anthony                                    | 1999        |      |
| “My Devotion”                             | Kenny G                                       | Kenny G                                                                    | Heart and Soul                                  | 2010        |      |
| “My Heart Still Beats”                    | Destiny’s Child (hợp tác với Beyoncé Knowles) | Beyoncé Knowles                                                            | Survivor                                        | 2001        |      |
| “My Prayer”                               | Eric Benét                                    | Eric Benét John Lang                                                       | Hurricane                                       | 2005        |      |
| “Natural Ride”                            | Kenny G                                       | Kenny G                                                                    | Breathless                                      | 1992        |      |
| “Never Get Enough of Your Love”           | Michael Bolton                                | Michael Bolton Diane Warren                                                | The One Thing                                   | 1993        |      |
| "A Night To Remember"                     | Johnny Mathis (hợp tác với Gladys Knight)     | Jay Landers                                                                | A Night To Remember                             | 2008        |      |
| “Night Train (Smooth Alligator)”          | Lionel Richie                                 | Narada Michael Walden Preston Glass Sade Ray St. John                      | Dancing on the Ceiling                          | 1986        |      |
| “Noche Fría”                              | Robi Rosa                                     | Luis Gómez Escolar Robi Rosa                                               | Mad Love                                        | 2004        |      |
| “Northern Lights”                         | Kenny G                                       | Kenny G                                                                    | The Moment                                      | 1996        |      |
| “Ocean Breeze”                            | Kenny G                                       | Kenny G                                                                    | Paradise                                        | 2002        |      |
| “Once In A Lifetime”                      | Michael Bolton                                | Michael Bolton Diane Warren                                                | Only You OST                                    | 1994        |      |
| “One Breath”                              | Kenny G                                       | Kenny G                                                                    | Heart and Soul                                  | 2010        |      |
| “One More Time”                           | Kenny G (hợp tác với Chanté Moore)            | —                                                                          | Paradise                                        | 2002        |      |
| “One Sweet Day”                           | Mariah Carey và Boyz II Men                   | Michael McCary Nathan Morris Wanya Morris Shawn Stockman                   | Daydream                                        | 1995        |      |
| “Ordinary World”                          | Katharine McPhee                              | Emanuel Kiriakou Lindy Robbins                                             | Katharine McPhee                                | 2007        |      |
| “Outside”                                 | Mariah Carey                                  | Mariah Carey                                                               | Butterfly                                       | 1997        |      |
| “Outside My Window”                       | Puff Johnson                                  | Renaldo Benson Alfred W. Cleveland Marvin Gaye Puff Johnson                | Miracle                                         | 1996        |      |
| “Paradise”                                | Kenny G                                       | Kenny G                                                                    | Paradise                                        | 2002        |      |
| “Pastel”                                  | Kenny G                                       | Kenny G Preston Glass                                                      | Silhouette                                      | 1988        |      |
| “Peace”                                   | Kenny G                                       | Kenny G                                                                    | Paradise                                        | 2002        |      |
| “Per Te”                                  | Josh Groban                                   | Marco Marinangeli Josh Groban                                              | Closer                                          | 2003        |      |
| “Permanent Monday”                        | Jordin Sparks                                 | Emanuel Kiriakou Lindy Robbins                                             | Jordin Sparks                                   | 2007        |      |
| “Peruvian Nights”                         | Kenny G                                       | Kenny G                                                                    | Rhythm & Romance                                | 2008        |      |
| “The Promise”                             | Kenny G                                       | Kenny G                                                                    | Heart and Soul                                  | 2010        |      |
| “Remember”                                | Kenny G                                       | Kenny G                                                                    | The Moment                                      | 1996        |      |
| “Rhythm in My Heart”                      | Stacy Earl                                    | John Bettis                                                                | Stacy Earl                                      | 1991        |      |
| “Ritmo Y Romance (Rhythm & Romance)”      | Kenny G                                       | Kenny G                                                                    | Rhythm & Romance                                | 2008        |      |
| “Roses”                                   | Darren Hayes                                  | Darren Hayes                                                               | Secret Codes and Battleships                    | 2011        |      |
| “Salsa Kenny“                             | Kenny G                                       | Kenny G                                                                    | Rhythm & Romance                                | 2008        |      |
| “Save Me”                                 | Michael Bolton                                | Michael Bolton                                                             | Time, Love & Tenderness                         | 1991        |      |
| “Sax-O-Loco”                              | Kenny G                                       | Kenny G                                                                    | Rhythm & Romance                                | 2008        |      |
| “Seaside Jam”                             | Kenny G                                       | Kenny G                                                                    | Paradise                                        | 2002        |      |
| “Sentimental”                             | Kenny G                                       | Kenny G                                                                    | Breathless                                      | 1992        |      |
| “She Bangs”                               | Ricky Martin                                  | Desmond Child Robi Draco Rosa                                              | Paradise                                        | 2002        |      |
| “Since You Walked into My Life”           | New Kids on the Block                         | Jordan Knight John Bettis                                                  | Face the Music                                  | 1994        |      |
| “Sincera”                                 | Josh Groban                                   | Josh Groban Marco Marinangeli                                              | All That Echoes                                 | 2013        |      |
| “Sister Rose”                             | Kenny G                                       | Kenny G                                                                    | Breathless                                      | 1992        |      |
| “So Blessed”                              | Mariah Carey                                  | Mariah Carey                                                               | Emotions                                        | 1991        |      |
| “Someone to Hold”                         | Trey Lorenz                                   | Trey Lorenz Mariah Carey                                                   | Trey Lorenz                                     | 1992        |      |
| “Soul of My Soul”                         | Michael Bolton                                | Michael Bolton Diane Warren                                                | The One Thing                                   | 1993        |      |
| “Souvenirs”                               | Phyllis Hyman                                 | Narada Michael Walden                                                      | Forever with You                                | 1998        |      |
| “Spanish Nights”                          | Kenny G                                       | Kenny G                                                                    | Paradise                                        | 2002        |      |
| “Spin”                                    | Darren Hayes                                  | Darren Hayes                                                               | Spin                                            | 2002        |      |
| “Still with You”                          | Eric Benét                                    | Eric Benét Tim Blixseth                                                    | Hurricane                                       | 2005        |      |
| “Summer Love”                             | Kenny G                                       | Kenny G                                                                    | Brazilian Nights                                | 2015        |      |
| “Sunrise”                                 | Kenny G                                       | Kenny G Adrian Bradford                                                    | Heart and Soul                                  | 2010        |      |
| “Tango”                                   | Kenny G                                       | Kenny G                                                                    | Rhythm & Romance                                | 2008        |      |
| “Tell Him”                                | Barbra Streisand                              | David Foster Linda Thompson                                                | Higher Ground                                   | 1997        |      |
| “Tell Him”                                | Celine Dion và Barbra Streisand               | David Foster Linda Thompson                                                | Let's Talk About Love                           | 1997        |      |
| “That Somebody Was You”                   | Kenny G và Toni Braxton                       | Kenny G Babyface                                                           | The Moment                                      | 1996        |      |
| “Till the End of Time”                    | Mariah Carey                                  | Mariah Carey                                                               | Emotions                                        | 1991        |      |
| “To Fall in Love Again”                   | Jessica Simpson                               | Nick Lachey                                                                | Irresistible                                    | 2001        |      |
| “Too Many Times”                          | George Benson                                 | Preston Glass                                                              | While the City Sleeps...                        | 1986        |      |
| “Two Beds and a Coffee Machine”           | Savage Garden                                 | Darren Hayes Daniel Jones                                                  | Affirmation                                     | 1999        |      |
| “Un Amore Per Sempre”                     | Josh Groban                                   | Marco Marinangeli                                                          | Josh Groban                                     | 2001        |      |
| “Unbroken Dreams”                         | Cody Karey                                    | Johan Fransson Tim Larsson Tobias Lundgren Charlie Midnight                | Cody Karey                                      | 2013        |      |
| “Under Your Wings”                        | Lin Yu-chun                                   | Jorgen Kjell Michelle R. Lewis                                             | It's My Time                                    | 2010        |      |
| “Underneath the Stars”                    | Mariah Carey                                  | Mariah Carey                                                               | Daydream                                        | 1995        |      |
| “Walls”                                   | Barbra Streisand                              | Alan Bergman Marilyn Bergman                                               | Walls                                           | 2018        |      |
| “The Wedding Song”                        | Kenny G                                       | Kenny G                                                                    | Breathless                                      | 1992        |      |
| “When I Saw You”                          | Mariah Carey                                  | Mariah Carey                                                               | Daydream                                        | 1995        |      |
| “Whenever You Call”                       | Mariah Carey                                  | Mariah Carey                                                               | Butterfly                                       | 1997        |      |
| “Whenever You Call”                       | Mariah Carey và Brian McKnight                | Mariah Carey                                                               | #1's                                            | 1998        |      |
| “When You Told Me You Loved Me”           | Jessica Simpson                               | Billy Mann                                                                 | Irresistible                                    | 2001        |      |
| “Why Couldn't It Be Christmas Every Day?” | Bianca Ryan                                   | Jay Landers                                                                | Bianca Ryan                                     | 2006        |      |
| “You Are My Heart”                        | Lara Fabian                                   | Rick Allison Lara Fabian John Bettis                                       | Lara Fabian                                     | 1999        |      |
| “You Can Still Be Free”                   | Savage Garden                                 | Darren Hayes Daniel Jones                                                  | Affirmation                                     | 1999        |      |
| “You Make Me Believe”                     | Kenny G                                       | Kenny G Preston Glass Narada Michael Walden                                | Duotones                                        | 1986        |      |
| “You're Not From Here”                    | Lara Fabian                                   | Rick Allison Lara Fabian John Bettis                                       | Lara Fabian                                     | 1999        |      |
| “You're the Only Place”                   | Nick Lachey                                   | Billy Mann                                                                 | SoulO                                           | 2003        |      |
| “Zaustavi Vrijeme”                        | Tereza Kesovija                               | David Foster Lucio Quarantotto Margit Antauer                              | A L'Olympia                                     | 2008        |      |